# سالوادور سوبرال
سالوادور سوبرال (به انگلیسی: Salvador Sobral) (زاده ۲۸ دسامبر ۱۹۸۹) خواننده پرتغالی است.وی شوهر بازیگر بلژیکی جنا تیام است.
او در مسابقه آواز یوروویژن ۲۰۱۷ نماینده پرتغال بود و با آهنگ با عشق برای دوتای ما به مقام نخست دست یافت.